# Корнуда
Корнуда (итал. Cornuda) — коммуна в Италии, располагается в провинции Тревизо области Венеция.
Население составляет 6044 человека (на 2004 г.), плотность населения составляет 478 чел./км². Занимает площадь 12 км². Почтовый индекс — 34041. Телефонный код — 0423.
Покровителем коммуны почитается святитель Мартин Турский, празднование 11 ноября. Покровительницей коммуны также почитается святая Фоска. 
Корнуда стала развиваться во время нашествий варваров, принимая беженцев из близлежащих деревень, которые искали более защищенное место от нападений. Доказательством его важности было строительство приходской церкви, резиденции одного из четырех протоиереев, на которые была разделена епархия Тревизо с конца восьмого века. К этому периоду относится документ, в котором впервые упоминается имя Корнута: в нем упоминаются долги жителей перед монастырем Казьер. Строительство крепости также относится к этому периоду, а замок Колле - более позднему. Как и во всех внутренних районах Венеции, сельскохозяйственная экономика Корнуды также зависела от семей венецианских патрициев. Некоторые виллы относятся к этому периоду.
Во время Первой войны за объединение Италии 8-9 мая 1848 года при Корнуде произошёл бой между итальянскими добровольцами и австрийскими войсками, в ходе которого армия Габсбургов одержала победу. Однако период Габсбургов также известен строительством некоторых сооружений, которые принесли экономическое процветание; например, была усилена железнодорожная система, что сделало Корнуду основным узлом связи между равниной и предгорьями.

## Города-побратимы
- Начбах-Лойперсбах, Австрия